# Ferreira-a-Nova
Ferreira-a-Nova é uma povoação portuguesa sede da freguesia de Ferreira-a-Nova do município da Figueira da Foz, freguesia com 27,83 km² de área e 2117 habitantes (censo de 2021), tendo, por isso, uma densidade populacional de 76,1 hab./km².

## História
Até 31 de Dezembro de 1853, fez parte do extinto concelho de Maiorca, e a partir dessa data, passou para o município da Figueira da Foz onde se mantém.
Com lugares desta freguesia foi criada, pela Lei n.º 27/88, de 1 de fevereiro, a freguesias de Santana.
Em 2013, no âmbito de uma reforma administrativa nacional, foi-lhe adicionado o território da freguesia de Santana, entretanto extinta.

## Demografia
A população registada nos censos foi:
| Distribuição da população por grupos etários | Distribuição da população por grupos etários | Distribuição da população por grupos etários | Distribuição da população por grupos etários | Distribuição da população por grupos etários | Distribuição da população por grupos etários |
| -------------------------------------------- | -------------------------------------------- | -------------------------------------------- | -------------------------------------------- | -------------------------------------------- | -------------------------------------------- |
| Antes da agregação                           |                                              |                                              |                                              |                                              |                                              |
| Ano                                          | 0-14 anos                                    | 15-24 anos                                   | 25-64 anos                                   | >= 65 anos                                   | Total                                        |
| 2001                                         | 395                                          | 412                                          | 1511                                         | 506                                          | 2824                                         |
| 2011                                         | 302                                          | 243                                          | 1383                                         | 618                                          | 2546                                         |
| Após a agregação                             |                                              |                                              |                                              |                                              |                                              |
| Ano                                          | 0-14 anos                                    | 15-24 anos                                   | 25-64 anos                                   | >= 65 anos                                   | Total                                        |
| 2021                                         | 196                                          | 189                                          | 1055                                         | 677                                          | 2117                                         |

## Património
- Castro de Santa Olaia
- Igreja Matriz de Santa Eulália
- Cruzeiro